# Lost in Tokyo (Vlaanderen)
Lost in Tokyo was een Vlaamse realityserie waarin 12 deelnemers kennismaakten met Tokio.

## Opzet
De deelnemers voerden allerlei opdrachten uit die in België niet konden en zelfs strafbaar waren. Aan het einde van elke aflevering werd dan ook de zwakste deelnemer door een jury van 100 Japanners, van verschillende standen, naar huis gestuurd. Het doel was dat de deelnemers zich zo goed mogelijk aanpasten aan de Japanse cultuur en deze probeerden te begrijpen. Wie deze capaciteiten het meest in zich had, werd de winnaar en ontving 4 miljoen yen of 25.000 euro.

## Deelnemers
Davy Cop, Hasan Demir, Jonathan Dubrulle, Wim Guns, Nathalie Janssens, Aurélie Lardinois, Karin Liekens, Sofie Naessens, Sanne Raspoet, Caroline Staessens, Davy Van Goethem, Geert Verplancke 